# Alcithoe larochei
Alcithoe larochei är en snäckart som beskrevs av Marwick 1926. Alcithoe larochei ingår i släktet Alcithoe och familjen Volutidae. Inga underarter finns listade i Catalogue of Life.